# Marktredwitz (stacja kolejowa)
Marktredwitz – stacja kolejowa w Marktredwitz, w kraju związkowym Bawaria, w Niemczech. Znajdują się tam 3 perony.